# Templo de Netuno (Roma)
Templo de Netuno (em latim: Aedes Neptuni) foi um templo romano dedicado ao deus Netuno localizado perto do Circo Flamínio, no Campo de Marte.

## História
O Templo de Netuno foi construído em 220 a.C., mas a primeira menção de um templo ou altar dedicado a Netuno é de 206 a.C.. Lívio e Dião Cássio mencionam suas portas e o altar quando relatam um prodígio que teria acontecido ali.
Um novo templo foi construído pelo cônsul Cneu Domício Enobarbo para comemorar sua vitória naval na Batalha de Filipos contra Cneu Domício Calvino (é possível que ele tenha prometido um templo a Netuno na véspera da batalha se fosse vitorioso). Ele começou a obra logo depois de retornar a Roma e o inaugurou em 32 a.C.; no interior estavam abrigados uma escultura do famoso Escopas representando Netuno, Tétis e Aquiles rodeados por nereidas, tritões e monstros marinhos. Esta estátua provavelmente foi levada para Roma de seu local original, provavelmente na Bitínia, a província da qual ele foi governador.
Não é possível dizer se este foi um novo templo ou apenas uma reforma do templo anterior.
Uma moeda de Cneu Domício Enobarbo, cunhada entre 42 e 38 a.C., apresenta um templo tetrastilo com a legenda "Nept. Cn. Domitius M. f. Imp.", o que prova que ele já havia sido pelo menos prometido nessa época. Contudo, ele certamente não foi edificado antes de 32 a.C., pois foi nesta data que Cneu Domício Enobarbo se reconciliou com Augusto e ganhou o consulado.
Mais tarde, o Templo de Netuno no Circo Flamínio foi citado numa inscrição da dinastia flávia. 

### Altar de Domício Enobarbo
É provável que tenha sido deste templo um grande friso que mostra uma cerimônia de lustratio do exército romano do período anterior, de Caio Mário, possivelmente em memória de uma vitória do antigo construtor do templo) e um tíaso marinho (em latim: thiasus), este preservado parte no Louvre, em Paris, e parte na Gliptoteca de Munique e que antigamente ficava no Palazzo Santacroce. Com base no estilo e nas técnicas utilizadas, o friso foi datado na primeira metade do século I a.C. e provavelmente decorava um altar ou, com maior probabilidade, um pedestal no interior do templo.

## Localização
A localização exata deste templo é desconhecida, mas sabe-se que ele ficava perto do Circo Flamínio. Restos da estrutura e de seis colunas de um templo picnostilo, que podem ser do Templo de Netuno, foram descobertos no canto noroeste da praça da igreja de San Salvatore in Campo, apesar de o local ser muito distante do Circo Flamínio.
| Planimetria do Campo de Marte meridional |
| --- |
| Tibre Navália Circo Flamínio Teatro de Marcelo T. de DianaC T. da Piedade T. de Jano T. de Juno T. de Spes Templo de Belona Templo de Apolo Sosiano Templo de Júpiter Estator Templo de Juno Regina Pórtico de Otávia Portico de Filipo T. de Hércules Portico de Otávio Teatro de Balbo Cripta de Balbo Portico de Minúcio T. das Ninfas Diribitório T. de Juturna T. da Fortuna T. de Ferônia T. dos Lares Permarinos Cúria de Pompeu Portico de Pompeu Teatro de Pompeu Templo da Vênus Victrix Templo de Marte Santuário de Hércules Grande Vigia Templo de Castor e Pólux Ponte Fabrício Ilha Tiberina Pórtico dos Máximos T. de Netuno Pórtico dos Deuses Vila Pública Hecatostilo T. da Fortuna Equestre Anfiteatro de Estacílio Tauro (?) |